# Masoud Pezeshkian
Masoud Pezeshkian (em persa: مسعود پزشکیان; nascido em 29 de setembro de 1954, em Mahabad) é um cirurgião cardíaco iraniano e político reformista de origem turca azerbaijana, é o atual presidente do Irã, sendo o 9º a ocupar o cargo. Ele assumiu a presidência em 28 de julho de 2024, representando o distrito eleitoral de Tabriz, Osku e Azarshahr no Parlamento do Irã. Anteriormente, ele serviu como primeiro vice-presidente do Irã de 2016 a 2020 e como Ministro da Saúde e Educação Médica no governo de Mohammad Khatami, de 2001 a 2005.
Ele concorreu nas eleições presidenciais de 2013, mas desistiu, e concorreu novamente nas eleições de 2021, mas foi rejeitado. Pezeshkian concorreu a eleição presidencial do irã em 2024 e foi eleito Presidente do Irã em 5 de julho de 2024,tomara posse no dia 30 de julho de 2024 tornando assim o presidente mais velho a assumir o cargo. Dois dias antes de tomar posse no Parlamento do Irã, Masoud Pezeshkian, presidente eleito do país, recebeu formalmente o endosso do Líder Supremo iraniano, o Ali Khamenei, em uma cerimônia realizada no domingo. Em uma mensagem transmitida por meio de seu chefe de gabinete, Khamenei expressou seu apoio a Pezeshkian, descrevendo-o como um líder "sábio, honesto, popular e erudito" e formalizando sua nomeação como presidente da República Islâmica do Irã. A cerimônia contou com a presença de altos dignitários iranianos, incluindo o chefe do Judiciário, o presidente do Parlamento.

## Infância e educação
Pezeshkian nasceu em Mahabad em 29 de setembro de 1954, filho de pai iraniano azerbaijano e mãe iraniana curda. Em 1973, recebeu seu diploma e mudou-se para Zabol para cumprir seu serviço militar obrigatório. Foi nessa época que ele se interessou pela medicina. Após completar o serviço, retornou à sua província natal, onde ingressou na faculdade de medicina e se formou em medicina geral. Durante a Guerra Irã-Iraque (1980–1988), Pezeshkian visitou frequentemente a linha de frente, onde foi responsável pelo envio de equipes médicas e por trabalhar como lutador e médico. Pezeshkian concluiu o curso de clínico geral em 1985 e começou a lecionar fisiologia na faculdade de medicina.
Após a guerra, ele continuou seus estudos, especializando-se em cirurgia geral na Universidade de Ciências Médicas de Tabriz. Em 1993, ele recebeu uma subespecialidade em cirurgia cardíaca pela Universidade de Ciências Médicas do Irã. Mais tarde, tornou-se especialista em cirurgia cardíaca, o que o levou a se tornar presidente da Universidade de Ciências Médicas de Tabriz em 1994, cargo que ocupou por cinco anos.

## Carreira política
A jornada política de Pezeshkian começou quando ele ingressou na administração de Mohammad Khatami como Vice-Ministro da Saúde em 1997. Foi nomeado Ministro da Saúde quatro anos depois, servindo de 2001 a 2005. Desde então, foi eleito cinco vezes para o parlamento iraniano, representando Tabriz, e serviu como primeiro vice-presidente do parlamento de 2016 a 2020.
Pezeshkian é professor do Alcorão e recitador do Nahj al-balagha, um texto-chave para os muçulmanos xiitas. Ele também é membro da Sociedade de Amizade Irã-Turquia.

## Visões

### Guarda Revolucionária
Pezeshkian apoia o Exército dos Guardiães da Revolução Islâmica (EGRI) e chamou o atual EGRI de "diferente do passado". Ele condenou a declaração do IRGC como organização terrorista pelos Estados Unidos em 2019. Após o abate iraniano de um drone americano em 2019, Pezeshkian chamou o governo americano de terrorista e descreveu a ação do EGRI para atingir o drone como "um forte soco na boca dos líderes da América criminosa". Numa reunião universitária e em resposta a algumas críticas, Pezeshkian vestiu o uniforme do EGRI e disse que o usaria novamente.

### Críticas ao sistema
Pezeshkian criticou o sistema político iraniano diversas vezes. Durante os protestos após as eleições presidenciais de 2009, em discurso, Pezeshkian criticou a forma como os manifestantes foram tratados. No seu discurso, ele mencionou as palavras do primeiro imã xiita [Ali] dirigidas a Malik Ashtar: “Não trate as pessoas como animais selvagens”.
Pezeshkian considerou o método iraniano de administrar os protestos de 2018 como "científica e intelectualmente errado". Ele culpou o sistema do país por todos os acontecimentos e disse: “Devíamos ter feito melhor”. Após os protestos de 2022, Pezeshkian exigiu a criação de uma equipa de avaliação e esclarecimento sobre o incidente. Embora considerasse a forma de lidar com os manifestantes e o seu julgamento contrário à Constituição e exigisse que os arguidos contratassem advogados, mais tarde emitiu uma declaração, condenou os protestos e não considerou que fossem do interesse do povo.

### Visão sobre etnias

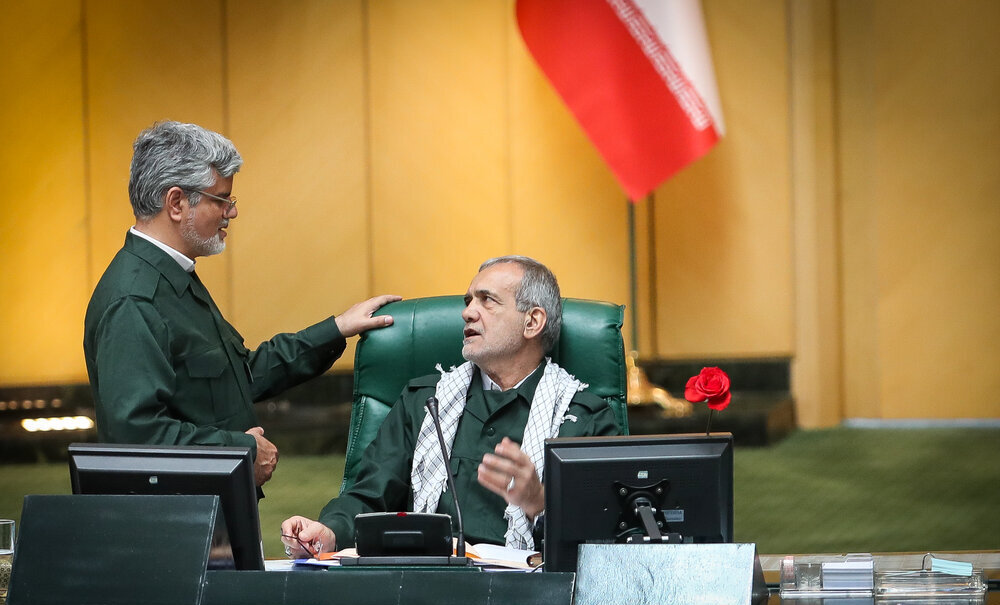
Pezeshkian e Mahmoud Sadeghi vestindo uniformes do EGRI.

Pezeshkian exige a implementação do Artigo 15 da Constituição iraniana para todas as etnias. Este princípio diz: "A língua e escrita oficial e comum do povo do Irã é o persa. Documentos, correspondência, textos oficiais e livros didáticos devem estar nesta língua e escrita, mas o uso de línguas locais e étnicas na imprensa e nos meios de comunicação de massa e o ensino da sua literatura nas escolas é gratuito, juntamente com a língua persa." Ele considerou a implementação deste princípio um obstáculo para dar desculpas aos separatistas e dissidentes. Pezeshkian também apoia o ensino da língua azerbaijana nas escolas iranianas.

## Vida pessoal
A esposa de Pezeshkian era ginecologista. Em 1993, Pezeshkian perdeu a esposa e um dos filhos em um acidente de carro. Ele criou sozinho os dois filhos e a filha restantes e nunca se casou novamente. Sua filha, Zahra Pezeshkian, tem mestrado em química pela Universidade de Tecnologia de Sharif e trabalhava na Jam Petrochemical antes de o governo Rouhani chegar ao poder.
Pezeshkian é fã do Tractor S.C.

## Imagem pública
Fontes consideram que a sua família está longe de ser marginalizada e que ele próprio tem um histórico claro em questões econômicas. No entanto, os seus adversários políticos, como Alireza Zakani, acusaram-no de defender pessoas envolvidas na corrupção.